# Мельницы богов (мини-сериал)
«Мельницы богов» (англ. Windmills of the Gods) — американский мини-сериал 1988 года, экранизация одноимённого романа Сидни Шелдона, вышедшего в 1987 году. Сам Шелдон выступил в роли исполнительного продюсера.

## Сюжет
Организация «Патриоты свободы», объединяющая сторонников Холодной войны и противников сближения противоборствующих блоков, организует заказные убийства политиков и глав государств по всему миру. Следующей в их плане является акция в социалистической Румынии, куда президент США Эллисон хочет назначить первого за долгие годы посла в рамках своей программы по сближению капиталистических и социалистических стран. Для этого они хотят нанять киллера по прозвищу «Ангел», но тот контактирует лишь со своей связной. «Ангел» соглашается на выполнение задания.
Молодая преподавательница Мэри Эшли, изучающая Восточную Европу и чьи родители были родом из Румынии, получает предложение стать послом США в Румынии, это первый шаг в новой программе президента. У Мэри есть семья — 14-летняя Бет и 10-летний Тим, муж Эдвард Эшли, доктор в местной больнице. Мэри отказывается, так как Эдвард не хочет бросать свою практику в больнице. Вскоре его убивают «Патриоты свободы», успешно инсценировав автомобильную аварию, дабы устранить его как проблему в осуществлении их планов. Президент вновь делает предложение Мэри и та, посоветовавшись с детьми, соглашается.
Она с семьёй прибывает в Вашингтон, где входит в курс дела, помощь в чём ей оказывает помощник президента Стэнтон Роджерс. Благодаря СМИ Мэри Эшли становится одной из самых обсуждаемых персон страны. Президенту нужен необычный человек, который может внести искру в отношения между странами за «железным занавесом». В Вашингтоне миссис Эшли знакомится с Майком Слейдом, который будет работать её первым заместителем. Сначала он ей кажется неприятной персоной, так как ведёт себя с ней достаточно вызывающе.
Мэри знакомится со своим штатом по прибытии в посольство. Майк Слейд, которого она всячески пытается сплавить его от себя, сообщает ей, что всё тут прослушивается и говорить о важных делах можно только в Аквариуме, так как там дежурят пехотинцы и нет шпионского оборудования. Стэнтон Роджерс всячески оказывает ей поддержку. Вместе с тем у Мэри получается наладить отношения с диктатором Румынии Йонеску: его сын Нико заболел ботулизмом, вакцина от которой оказывается только в Штатах. И Эшли, пользуясь своими правами, доставляет её в считанные часы в президентский дворец.
Возвращаясь домой после балета, на Эшли нападают бандиты, но её спасает случайный прохожий. Вскоре она встретила его на посольской приёме: им оказывает врач французского посольства Луи Дефорж. У них вспыхивает роман. Вскоре Эшли замечает, что ей становится хуже, она просит прийти Дефоржа. Вместе они выясняют, что, вероятно, её травят мышьяком, который в кружке кофе её каждое утро подаёт Слейд. Дефорж лечит её. Вскоре врач назначает встречу Слейду, на которой тот убивает Дефоржа. Узнав об убийстве возлюбленного, она требует у военного атташе посольства задержать Слейда, но тот оказывается на встрече «Патриотов свободы», где его благодарят за проделанную работу.
Вскоре Слейд возвращается в Бухарест. Он и военный атташе рассказывают ей, что Слейд является двойным агентом. Ему удалось выяснить, что «Патриоты свободы» готовят убийство Мэри Эшли и её детей во время приёма, посвящённого 4 июля, дабы сорвать сближение двух стран, и что Дефорж также работал на данную организацию. Они также выясняют, что агент ЦРУ, занимавший должность советника по политике, также состоит в организации.
«Ангел» проникает в Румынию и готовится выполнить заказ: она (связной и была киллером) готовится с помощью таймера взорвать воздушные шарики, накачанные смесью газов, которые запускает в большой зал посольства. В последний момент Слейду и военному атташе удаётся сделать так, чтобы шарики улетели в небо, где они и взрываются. «Ангел» уходит незамеченной.
Вскоре после этого, с помощью добытой Слейдом информации, происходят попытки задержать участников организации, но многие из них совершают самоубийство. Но главу «Патриотов свободы» найти не удаётся, так как он не появлялся на заседаниях и оставался инкогнито. Его находит «Ангел», недовольная тем, что ей не заплатили за её услуги. Им оказывается Стэнтон Роджерс. Тот погибает при взрыве автомобиля.
Главы США и Румынии просят Мэри Эшли вернуться к исполнению своих обязанностей посла в Румынии. Она согласна при одном условии: её первым заместителем останется Майк Слейд. При встрече она уведомляет его, что президент согласен на это условие. Между Эшли и Слейдом возникает роман.

## В ролях
| Актёр             | Роль                                |
| ----------------- | ----------------------------------- |
| Жаклин Смит       | Мэри Эшли                           |
| Роберт Вагнер     | Майк Слейд                          |
| Франко Неро       | президент Румынии Алекс Йонеску     |
| Кристофер Кейзнов | доктор Луи Дефорж                   |
| Майкл Мориарти    | президент США Пол Эллисон           |
| Иэн Маккеллен     | председатель                        |
| Руби Ди           | секретарь посольства Дороти         |
| Сьюзан Тайррелл   | «Ангел»                             |
| Джеффри Деманн    | помощник президента Стэнтон Роджерс |